# Акули-молоти
Акули-молоти (Sphyrnidae) — родина акул ряду кархариноподібних (Carcharhiniformes).
До цієї родини належать 2 роди із сімома видами. Акули-молоти є родичами сірим акулам, але відрізняються від них, а також від всіх інших риб дуже своєрідною формою голови. Вона сильно сплющена зверху вниз і має з боків два більших вирости, на зовнішніх краях яких розташовані очі, а трохи попереду від них — більші ніздрі. Якщо дивитися на голову такої акули зверху, вона дійсно сильно нагадує молот або кувалду. Така форма передньої частини тіла полегшує, очевидно, маневрування акули у вертикальній площині, а широко розставлені носові отвори дають акулі-молоту можливість більше точної орієнтації стосовно джерела того або іншого запаху.

## Опис
Найбільшим представником родини є акула-молот велетенська (Sphyrna mokarran) — досягає 4,5 і навіть 6 м у довжину. Вона широко поширена в тропічних водах Тихого, Індійського й Атлантичного океанів, але ніде не досягає високої чисельності. Інші молотоголові акули мають менші розміри — до 3,5-4,2 м при вазі близько 450 кг. Всі вони також мають переважно тропічне поширення. Лише один вид — акула-молот звичайна (Sphyrna zygaena), у літню пору відвідує помірно теплі води. Вона відзначена в Північному і Японському (затока Петра Великого, Татарська протока) морях, а також біля північно-східного узбережжя США й біля берегів Англії.

## Спосіб життя
Акули-молоти швидкі й сильні плавці, що зустрічаються рівною мірою в прибережній смузі й у відкритих водах. Вони нерідко заходять навіть у солонуваті води.

## Харчування
Їжу акул-молотів становлять різноманітні донні безхребетні (креветки, краби, молюски), риби (оселедцеві, скумбрії), кальмари. У шлунках великих особин найчастіше знаходять скатів (у стінках шлунка одного екземпляра було виявлено понад 50 хвостових шипів скатів-хвостоколів) і акул, у тому числі своїх побратимів по виду. Відомий випадок, коли піймана велетенська акула-молот, довжиною близько 4 м, була лише частково витягнена з води, коли ще більший представник того ж виду напав на підвішену акулу й відкусив їй всю хвостову частину тіла аж до черевних плавців.

## Розмноження
Акули-молоти розмножуються шляхом яйцеживородіння або живородіння. Самиця за один виплід приносить у різних видів від 6-9 до 30-40 дитинчат, причому акуленята, подібні по всіх пропорціях з дорослими особинами, мають довжину 45-50 см.

## Напади на людей
Великі акули становлять значну небезпеку для людей, що перебувають у воді. У їхніх шлунках знаходили частини людського тіла, а багато нападів, що стались на очах численних глядачів, мають документальне підтвердження. Один з таких нападів був здійснений на переповненому людьми пляжі у Флориді, усього за 60 м від берега. Атакована дівчина одержала важкі поранення, але була витягнена з води черговим рятувальником. При цьому акула-молот супроводжувала свою здобич, що вислизнула, до самого берега.

## Промислове значення
Промислове значення акул-молотів незначне, але в деяких районах вони добуваються заради м'яса, шкіри й печінкового жиру. Акули-молоти, що роблять завзятий опір при пійманні, вважаються також досить почесними трофеями для морських рибалок-спортсменів.